# Tecnologia di Star Trek
L'universo di Star Trek, il franchise fantascientifico originariamente ideato da Gene Roddenberry nel 1966, è inscindibilmente legato a una immagine di avanzato sviluppo tecnologico. Il divario tecnologico è uno degli aspetti che più spesso emerge nelle puntate delle varie serie e film di Star Trek. Di seguito le principali tecnologie rappresentate nei film e serie TV appartenenti al franchise.

## Armi e difese

### Phaser
I phaser sono le armi tipiche delle serie di Star Trek, a volte tradotte come "armi a fase", "pistole a fase" o "fasatori".
Dal profilo estetico variabile (alcuni modelli ricordano le odierne pistole, altri assomigliano a telecomandi), emettono un sottile raggio di energia colorato, simile a un laser. Secondo l'Enciclopedia di Star Trek, il nome significa phased energy rectification.
Questo tipo di arma è entrata in uso a partire dal 2171, sostituendo i più antichi laser e le più moderne armi a plasma sia nei dispositivi portatili sia in quelli delle astronavi. I phaser traggono energia dai nadioni, particelle subatomiche a vita breve, che, attraverso speciali cristalli, liberano e trasportano la forza nucleare forte. Nel caso delle armi portatili, a seconda della quantità di nadioni che transita nei cristalli, il raggio emesso dal phaser può procurare diversi effetti sul bersaglio:
- settaggio da 1 a 3 (bassa potenza): il colpo produce una leggera scarica elettromagnetica e un effetto di riscaldamento. La scarica elettromagnetica colpisce il sistema nervoso provocando dolore e, in alcuni casi, svenimenti;

- settaggio da 4 a 7 (media potenza): l'effetto termico diventa più forte. L'impatto produce ustioni di varie intensità. Parte dell'energia distrugge la materia a livello molecolare, ma l'effetto è quasi insignificante a questa potenza. A queste potenze è possibile, in rari casi, uccidere il bersaglio;

- settaggio da 7 in su (alta potenza): l'energia termica diventa altissima, gran parte della materia viene distrutta. A queste potenze si ha la morte immediata del bersaglio. Oltre la posizione 10 il bersaglio viene vaporizzato.

La differenza di potenza influisce anche sulla durata della carica del phaser. Un phaser regolato su 10 ha un consumo pari a 25 volte quello di un phaser regolato su 7, mentre su 16 il consumo è 315 volte maggiore.
Anche nelle armi montate sulle astronavi è possibile variare la potenza di emissione, con diverse conseguenze sul bersaglio.
I phaser portatili sono divisi in tre tipi:
- il Tipo I è il più piccolo, grande quanto un pugno, può essere regolato al massimo su 8;
- il Tipo II è più grande, ma può essere usato sempre con una mano sola. Alcuni modelli hanno la forma di una pistola. La massima regolazione è 16 ed eroga una potenza massima di 0,2 megawatt;
- il Tipo III è fondamentalmente uguale al Tipo II ma è montato su un'impugnatura a due mani, simile a un fucile. Mantenendo inalterata la potenza massima erogabile, il Tipo III ha il 50% in più di carica energetica.

Dal Tipo IV in avanti i phaser non sono più portatili e vengono installati sulle astronavi o su altri insediamenti fissi, con l'aumentare del numero di designazione aumenta anche la potenza erogata:
- il Tipo IV è installato su piccoli shuttle;
- il Tipo VII è installato su navi di classe Constitution e Miranda;
- il Tipo IX è installato su navi di classe Norway e Saber;
- il Tipo X è installato su navi di classe Galaxy, Akira, Nebula e Intrepid ed eroga una potenza massima di 5,1 megawatt;
- il Tipo XII è installato su navi di classe Sovereign ed eroga una potenza massima di 7,2 megawatt.

I primi phaser avevano un solo emettitore, costringendo così la nave ad allinearsi con il bersaglio prima di sparare. I moderni phaser hanno invece un insieme di emettitori raggruppati in banchi. Una volta creato, il fascio di energia viene immesso nei banchi che lo trasportano fino all'emettitore giusto tramite appositi campi di forza. I banchi phaser possono essere teoricamente infiniti: ciò consente una copertura completa dello spazio attorno alla nave e permette di centrare un bersaglio anche se questo non è allineato con la nave. I phaser disposti in banchi sono utilizzati pressoché da tutte le navi della Flotta Stellare. Le navi di classe Defiant montano dei cannoni phaser a impulso in grado di sviluppare una potenza massima pari a 50,3 MW, che sparano rapide raffiche ad alta energia che producono un effetto devastante sugli scudi nemici.

### Siluri
I siluri sono armi a lunga gittata che la Flotta Stellare usa da molto tempo. Ogni siluro può inoltre essere modificato per vari scopi, come detonare su una nave bersaglio dopo il teletrasporto, essere depositato nello spazio come una mina, e arricchito con nanosonde borg.

#### Siluri fotonici
Nel siluro fotonico (il modello più diffuso) la carica esplosiva è composta da un massimo di 1,5 kg di materia e 1,5 kg di antimateria. La materia e l'antimateria sono divise in piccole cellette mantenute da appositi campi magnetici di contenimento. Maggiore è il numero di cellette e più forte sarà la detonazione iniziale del siluro, dal momento che le cellette creano una maggiore superficie di contatto tra i due componenti che reagiscono liberando energia. Al momento dell'impatto con il bersaglio o qualsiasi superficie rigida o campo di forza sufficientemente potente il siluro disattiva questo campo di contenimento provocando l'annichilazione rapida di quasi l'80% della testata e provocando un'esplosione di circa 216 000 terajoule.
I siluri fotonici sono utilizzati per la prima volta dai Terrestri nel 2153; quel modello possiede 50 volte il raggio di azione dei siluri utilizzati in precedenza ed è in grado aprire un cratere di 3 chilometri di diametro in un asteroide.

#### Siluro quantico
Il siluro quantico, differentemente dal siluro fotonico, si basa sul controllo della detonazione tramite un oscillatore quantico; questo apparato consente, mediante la creazione di una fluttuazione quantica al momento dell'esplosione, di mantenere materia e antimateria a contatto per un tempo leggermente più lungo e permettere un'annichilazione più completa, provocando un'esplosione di 105 terajoule. I siluri di flusso, basati sempre sull'annichilazione, utilizzano delle bolle di curvatura che amplificano l'onda d'urto; la loro potenza è di 2,5 volte quella di un normale siluro fotonico. I siluri quantici vengono utilizzati dalle navi stellari di Classe Sovereign e Defiant della Flotta Stellare.

#### Siluro transfasico
Il siluro transfasico si differenzia dal siluro quantico per l'aggiunta di una serie di tecnologie che analizzano lo stato di transizione di fase materia/energia della nave bersaglio, adattandosi in modo da poter penetrare gli scudi difensivi e le eventuali corazze ablative, allo scopo di infliggere il massimo danno possibile al bersaglio. Questo siluro deriva dall'esperienza acquisita della nave stellare USS Voyager durante il suo viaggio di ritorno dal quadrante Delta.

#### Siluro al tricobalto
Raggio d'azione: 860 000 km.
Sistema di lancio: possono essere lanciati dai tubi usati per i siluri quantici, ma con la limitazione di lanciarne uno per volta.
Questo siluro è incredibilmente distruttivo, ed è considerato l'arma più potente che la Federazione abbia messo in produzione di serie. Dopo l'impatto, gli iniettori a microfusione montati all'interno del telaio fondono quattro contenitori dove sono immagazzinati cobalto ed anti-idrogeno. La loro miscela crea un composto altamente instabile che, ulteriormente miscelato con il plasma del motore del siluro, causa un'annichilazione totale molto rapida del siluro e una conseguente gigantesca esplosione. Un di questi siluri produce un'esplosione di circa 108 terajoule di energia (equivalente a circa quattromila siluri fotonici).

#### Sistema di guida
Il siluro comprende anche un sistema di acquisizione del bersaglio, un sistema di guida, un sistema di detonazione e un'unità di sostegno del campo di curvatura (warp). Il sistema di acquisizione del bersaglio, unito al sistema di guida, permette al siluro di riconoscere e inseguire il bersaglio anche in mezzo ad altre navi. Il sistema di detonazione serve per far collassare i campi magnetici interni e può essere attivato anche a distanza o può essere regolato per innescare l'esplosione in prossimità del bersaglio. L'unità di sostegno del campo di curvatura permette a una nave che viaggia a velocità di curvatura di lanciare un siluro che mantiene una velocità uguale o superiore a quella della nave fino al raggiungimento del bersaglio. Il generatore di curvatura del siluro non è propulsivo, ma solamente di mantenimento e ha una durata limitata nel tempo.
È possibile aumentare la gittata del siluro usando parte della materia e dell'antimateria per fornire energia al generatore di curvatura, a scapito però dell'efficienza detonante dell'arma.
Il sistema di lancio funziona tramite l'immissione forzata di plasma ad alta pressione nel tubo lanciasiluri, questo fornisce all'arma la velocità sufficiente ad allontanarsi dalla nave anche nel caso in cui il sistema di propulsione non si dovesse attivare.
Su una nave di Classe Intrepid, quando la sequenza automatica di lancio dei siluri fotonici non è disponibile a causa degli elaboratori di sequenza, è possibile lanciare manualmente i siluri dall'interno della camera di lancio, ricevendo una scarica di plasma.

#### Altri usi
Molte volte il siluro non viene usato solo come arma, infatti la natura modulare del siluro rende possibile la sostituzione della carica esplosiva con strumentazione scientifica o ricognitiva per essere trasformato in una sonda (classe VIII e IX). Inoltre, come si vede nel film Star Trek III: Alla ricerca di Spock, i siluri vengono usati anche come bare funebri e le salme vengono lanciati nello spazio. Un altro caso è quello in cui viene usato un siluro al tricobalto per aprire un varco verso un'altra dimensione.

### Scudo deflettore e deflettore di navigazione
Gli scudi deflettori servono per proteggere una nave stellare dagli attacchi di armi nemiche; utilizzando la frequenza del plasma disposto su un campo magnetico lineare (generato dal reattore di curvatura) riescono ad assorbire circa il 99% dell'energia (propriamente scudo deflettore, in inglese deflector shield) o da pericoli naturali (deflettore di navigazione, in inglese navigational deflector).

#### Scudo deflettore
Nonostante i protagonisti di Star Trek preferiscano tentare la strada della diplomazia per risolvere i conflitti in modo non violento, spesso si trovano costretti a difendere la propria astronave da attacchi nemici, che possono avvenire con siluri o con raggi di energia (phaser o disgregatori). La difesa è rappresentata dagli scudi deflettori (o semplicemente scudi), barriere di energia.
Il loro funzionamento è semplice: il plasma generato dal reattore di curvatura viene distribuito su un campo magnetico attorno alla nave. Metaforicamente è come un bicchiere d'acqua vuoto ma che a forza di ricevere acqua (colpi nemici) si riempie e tracima, infatti gli scudi non riescono a fermare tutti gli attacchi, alcuni vengono semplicemente smorzati. Astronavi più grandi ne hanno via via di più efficaci. Man mano che subiscono colpi, gli scudi si indeboliscono, fino a lasciare l'astronave senza difese. Anche se sono invisibili agli occhi, i sensori sono in grado di stabilire lo stato degli scudi delle altre astronavi.
Gli scudi deflettori, oltre a proteggere l'astronave dalle armi nemiche, impediscono il teletrasporto da e verso l'astronave stessa. Tuttavia, numerose specie aliene dispongono del teletrasporto subspaziale, in grado di trasferire materia ad anni luce di distanza e di superare gli scudi deflettori delle navi della Federazione.
Gli scudi deflettori sono impostati su una certa frequenza d'onda (variabile da astronave ad astronave): conoscendola, è possibile attraversarli completamente con i phaser (settandoli sulla stessa frequenza).
Nella serie Star Trek: Enterprise, ambientata prima delle altre, gli umani non possiedono ancora gli scudi deflettori e per prepararsi agli scontri "polarizzano le corazze", tecnica più rudimentale e meno efficace.

#### Deflettore di navigazione
Un deflettore di navigazione (o semplicemente deflettore) permette alle navi stellari di procedere nello spazio senza scontrarsi con eventuali corpi solidi.
Benché lo spazio interstellare sia considerato vuoto c'è una notevole quantità di materia. Molta di questa materia è presente in forma di singoli atomi o di ioni, ma si possono trovare anche micrometeore e altri piccoli detriti; ad alte velocità lo scontro con un detrito può causare gravi danni ad una nave.
Sulle navi della Federazione dei Pianeti Uniti i deflettori sono grandi porzioni concave di scafo posizionate in modo da avere visuale libera in fronte alla nave; di solito sono posizionati davanti alla sezione ingegneria e spesso sono abbinati a un gruppo di sensori.
Funzionamento
Nel deflettore viene creato un flusso di gravitoni che è inviato al distorsore di campo che li proietta all'esterno della nave.
Il distorsore crea due campi principali: 
- uno, a circa 2 chilometri davanti alla nave, a bassa energia in grado di fermare atomi e particelle subatomiche,
- l'altro, a poche centinaia di metri dallo scafo, serve per deviare le micrometeore e le particelle che hanno attraversato il primo campo.

Inoltre ne esistono altri tre intermedi.
Tutto ciò che viene a contatto con il campo deflettore "scivola" sul campo stesso scorrendo dietro alla nave. Il deflettore non ha alcuna influenza sui phaser o su corpi relativamente grandi (oggetti di oltre un metro di diametro penetrano i deflettori).
Componenti del deflettore
- Generatori di sorgenti ridondanti ad alta potenza di gravitoni polarizzati: alimentano gli amplificatori di distorsione di campo subspaziale.
- Distorsori di campo subspaziale: dirigono e focalizzano il flusso di gravitoni in modo da creare un campo di gravitoni all'esterno della nave.

### Dispositivo di occultamento
Il dispositivo di occultamento è un elemento che racchiude una o più tecnologie atte a impedire l'individuazione di individui e/o strutture da parte di sensori.
Con l'impiego dei sensori, il semplice assorbimento delle radiazioni elettromagnetiche non garantisce più di sfuggire all'intercettazione del nemico. I sensori, infatti, oltre a captare tutto lo spettro elettromagnetico (quindi anche la luce visibile) rilevano anche la presenza di campi curvatura, di sorgenti di gravità, di forme di vita e altro ancora. I Klingon e i Romulani idearono allora un nuovo modo per nascondersi, imprigionando tutte le forme di energia o di particelle all'interno di un guscio chiuso e rendendo la nave trasparente alle onde elettromagnetiche (EM).
Apparecchiature tipiche del dispositivo di occultamento
- I controller dei campi a curvatura fuori asse, che bilanciano le emissioni radioattive provenienti dalle gondole a curvatura. Questo è necessario perché la fonte di alimentazione dell'energia deve essere in fase con il dispositivo di occultamento. Se qualunque di questi controller si disallinea, viene male allineato o viene in qualche modo danneggiato, potrebbe produrre una distorsione magnetica polarizzata, individuabile dai sensori di un'altra nave.

- I nuclei centrali nullificatori, che dissipano tutte le radiazioni elettromagnetiche e le altre emissioni di energia prodotte dalla nave e dal suo equipaggio fino a confonderle con la radiazione di fondo. Fornire una schermatura per l'intero spettro elettromagnetico consuma molta energia, ma è necessario se una nave è nelle dirette vicinanze. In caso contrario, i nullificatori sono in grado di dissipare le radiazioni elettromagnetiche sulla lunghezza d'onda intercettabile dai sensori a lungo raggio, ignorando la lunghezza d'onda specifica dei sensori a corto raggio. Un'altra funzione necessaria dei nullificatori è quella di creare una area a gravità zero tra la nave ed il campo di occultamento; in questo modo qualunque gravità derivante dalla nave non interferisce con il campo di schermatura, altrimenti sarebbe rilevata dal sensore a mappatura di distorsione gravimetrica di altre navi.
- Bobine del generatore di occultamento, che generano un'emissione coerente di gravitoni per distorcere lo spazio in modo tale che le radiazioni elettromagnetiche incidenti e le altre forme di energia siano deviate attorno alla nave attraverso il subspazio a velocità superiori a quelle della luce, facendo così apparire che luce o energia non abbiano mai lasciato la loro traiettoria originale. Tutte le bobine sono sincronizzate tra di loro attraverso un sistema di computer dedicato e sono dotate di sistemi che consentono di adattare il campo di occultamento alle varie situazioni. Uno dei componenti principali di una bobina del generatore di occultamento è il generatore a sorgente polarizzata di gravitoni, che crea una distorsione spaziale altamente localizzata con la quale reindirizza la traiettoria dell'energia e della luce.
- Bobine del plasma che alimentano le bobine del generatore di occultamento. Queste bobine devono avere tutte la stessa frequenza di energia e questo compito è assicurato da un buffer di plasma. Se non c'è un buffer di plasma, le bobine del generatore di occultamento possono facilmente essere disgregate da un impulso ionico.

#### Funzionamento
Il dispositivo di occultamento crea un campo gravitazionale che curva tutte le onde EM intorno alla nave, rilasciandole dalla parte opposta rispetto a dove sono venute a contatto con il campo. In questo modo a un osservatore esterno sembra che le onde EM continuino sempre in linea retta. Così è possibile vedere le stelle dietro a una nave occultata come se la nave non ci fosse, e per questo la nave sembra diventare trasparente. Ogni campo di occultamento impedisce ovviamente la fuoriuscita di tutte le forme di energia e di particelle.
Tipi di occultamento
- Occultamento con campo sferico: crea il campo a distanza costante dal centro della nave. Viene proiettato molto al di fuori dello scafo in modo da racchiudere anche il campo curvatura e poter andare a velocità maggiori di quella della luce. Questo tipo si può estendere anche per racchiudere altre navi o oggetti entro lo stesso campo. A causa della forma, le onde EM percorrono grandi tragitti trascinate dal campo, questo produce uno sfavillio della luce visibile. Questo inconveniente è più visibile quando il campo viene attivato o disattivato.
- Occultamento con campo mappato: crea il campo ad una distanza variabile tra i 13 mm e i 5 cm dallo scafo. Questo tipo di occultamento ha bisogno di una continua supervisione da parte di un computer ed è disegnato specificatamente per la nave su cui è montato. In questo modo non si può andare a velocità curvatura perché il campo curvatura uscirebbe dal campo di occultamento, rendendo la nave localizzabile. Inoltre i due campi venendo a contatto possono interagire e creare una situazione di pericolo per la nave. Il vantaggio di questo occultamento è la perfetta trasparenza che si raggiunge, l'unico tremolio visibile si ha nel momento dell'attivazione e dello spegnimento. A velocità impulso e col campo attivato la nave non è rintracciabile.

Dispositivi non utilizzabili con occultamento attivo
- Scudi: anche gli scudi creano un'interferenza nello spazio e nel sub-spazio. Tali interferenze coinvolgono entrambe le onde EM, che quindi verrebbero comunque deviate rendendo visibile la nave. Inoltre l'uso contemporaneo degli scudi e del campo d'occultamento richiede grandi quantità di energia.
- Phaser: essendo onde EM, vengono deviati dal campo. Da notare però che onde ad alta energia (come i phaser a piena potenza) possono riuscire ad entrare nel campo, mentre è quasi impossibile che riescano ad uscirne, dal momento che il campo è disegnato per deviare le onde esterne e bloccare le onde interne.
- Siluri: anche i siluri sono bloccati in uscita, mentre in entrata, essendo di massa relativamente alta e ad alta velocità, non vengono influenzati (il campo di occultamento lavora in parte come un deflettore di navigazione, ma masse troppo grandi riescono comunque ad attraversarlo). Nel 2293 i Klingon svilupparono su uno sparviero un prototipo di campo di occultamento capace di creare una finestra per alcuni secondi, in modo da sparare dei siluri da occultati. Tale prototipo venne distrutto dall'Enterprise A e dalla USS Excelsior.[N 1]

Malgrado alcuni esperimenti segreti basati sull'inversione di fase (finiti con esito negativo), la Federazione ha scelto di non usare questo tipo di tecnologia anche in virtù degli accordi di Khitomer e del trattato di Algeron – accordi di non belligeranza con i Klingon e i Romulani. I Romulani hanno tentato di sviluppare un nuovo sistema di occultamento differente da quello dei Klingon; questa tecnologia sperimentale combinava un sistema di occultamento con un invertitore di fase molecolare; la materia esposta a questo generatore di interfase esiste parzialmente in un piano spaziale parallelo e quindi non è rilevabile da alcun dispositivo sensorio; questo tipo di materia è in grado di passare attraverso la materia normale. L'esperimento ha però completamente depolarizzato il generatore di campo di gravitoni, un componente essenziale del motore a curvatura romulano, portando alla distruzione del nucleo di curvatura della nave su cui veniva provato il sistema, che è stato in seguito abbandonato. Stando a quanto viene detto nell'ultimo episodio della prima stagione di The Next Generation, i Romulani, negli ultimi cinquant'anni da quel momento, hanno migliorato i loro dispositivi di occultamento tanto che non è più possibile rilevarne persino la presenza quando sono occultati.
Anche i Cardassiani hanno dimostrato di possedere la tecnologia dell'occultamento, anche se è stata vista una sola volta su una nave di classe Kalen. I Breen utilizzano invece una tecnologia di occultamento differente da quella dei Klingon e dei Romulani.
La Federazione prova a installare segretamente (e in violazione con gli accordi) un dispositivo di occultamento e di dislocamento sulla USS Pegasus, ma il risultato è fallimentare con diversi morti e conseguente insabbiamento dell'esperimento.
In seguito installerà un dispositivo di occultamento sulla USS Defiant con la collaborazione dei Romulani, che ne avrebbero supervisionato il funzionamento: si arriva a questo compromesso a causa della guerra del Dominio.

## Dispositivi di uso comune

### Campo di integrità strutturale

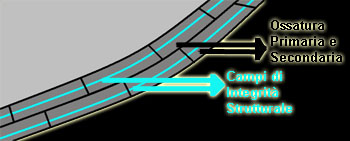
Schema del campo di integrità strutturale

Il campo di integrità strutturale, o SIF (Structural Integrity Field), evita che le ossature primarie e secondarie dell'astronave cedano per l'effetto dell'accelerazione o degli scontri armati con altri vascelli. Un vascello possiede già due strati di scheletro chiamati ossatura primaria e ossatura secondaria, che evitano il collasso strutturale dovuto al peso stesso della struttura. In tale scheletro vengono generati campi di forza che incrementano la resistenza fisica dell'ossatura del 125 000%.
Un guasto al campo di integrità strutturale può avere gravi conseguenze per un vascello e per il suo equipaggio: senza il sostegno di esso la struttura della nave, se sottoposta a forti pressioni esterne o interne, potrebbe cedere, distruggendosi. Perciò il sistema è stato progettato con più generatori di campo, principali e ausiliari e sono stati elaborati una serie di sistemi di controllo atti a evitarne un guasto (questo non lo previene comunque al 100%).
- In caso di guasto di uno dei generatori di campo, pur rimanendo integri e funzionanti gli altri presenti, il regolamento richiede che venga attivato l'allarme giallo.
- Alla rottura di due o più generatori l'allarme giallo viene attivato in modo automatico e la nave deve decelerare fino a che possa tollerare lo stress strutturale.
- Nel caso di rottura di tutti i generatori del campo di integrità strutturale, sia principali che ausiliari, viene attivato immediatamente l'allarme rosso e, fino all'arrivo di navi di supporto, il vascello in difficoltà dovrà attivare le procedure di risparmio energetico e cercare di ridurre al minimo lo stress strutturale.

I vascelli borg generano e proiettano davanti a sé un campo di integrità strutturale a forma di cuneo per poter percorrere indenni i condotti di transcurvatura a causa delle estreme turbolenze gravimetriche.

### Campo metafasico
Il campo metafasico è una tecnologia sviluppata dallo scienziato ferengi Ryega nel 2369.
La tecnologia metafasica consiste nella generazione di vari campi subspaziali che si sovrappongono, consentendo a tutto ciò che si trova all'interno del campo di esistere parzialmente nel dominio del subspazio. Esso è stato ideato per penetrare la corona di una qualsiasi stella. Senza questa particolare schermatura, tale operazione sarebbe impossibile, poiché lo scafo della nave stellare si surriscalderebbe e le radiazioni emesse dalla stella ucciderebbero l'intero equipaggio.
Per penetrare gli scudi metafasici è possibile modificare lo scudo deflettore principale per inviare raggi radionici. Entro uno di questi è possibile far portare un raggio di teletrasporto.

### Chip isolineari
I chip ottici isolineari sono un sistema di stoccaggio e di elaborazione dei dati. Come le più vecchie periferiche a memoria cristallina, i chip isolineari ottimizzano l'accesso alla memoria utilizzando dei nanoprocessori integrati. In queste nuove periferiche l'alta velocità di elaborazione permette a ogni singolo chip di gestire la configurazione dei dati indipendentemente dai controlli LCARS, riducendo gli accessi al sistema di oltre il 7%. Molti dispositivi portatili come i tricorder o i PADD ottici sono in grado di leggere e scrivere nel formato standard dei chip isolineari.
Un chip isolineare è composto da cristalli di memoria lineari entrato nell'uso corrente attorno al 2294.
Fanno uso della stratificazione del cristallo ottico a singolo asse. Il substrato del chip è costituito da un'infusione di platino iridio superconduttivo che permette la trasmissione ottica FTL dei dati quando viene messo sotto tensione dal flusso subspaziale del nucleo. Questo porta ad un incremento del 335% nella velocità di elaborazione quando viene usato in uno dei nuclei principali del computer. I chip isolineari possono essere rivestiti di un sigillante protettivo tripolimerico sopra la superficie dell'interfaccia rifrattiva. Questo permette di maneggiarli senza l'impiego di dispositivi protettivi. Così trattati, i chip isolineari vengono usati come pratico mezzo per il trasporto e lo stoccaggio dei dati.
Nelle navi federali questa tecnologia è stata adottata a partire dal 2329, sostituendo i vecchi sistemi duotronici. Le tecniche a matrice di nanoimpulso permettono una capacità totale di memoria di 2,15 kiloquad per chip nel formato olografico standard.

### Comunicatore
Il comunicatore è un dispositivo che consente di stabilire un contatto audio tra il personale della Flotta Stellare e le astronavi o le installazioni fisse della Flotta.

#### Utilizzo
Il comunicatore viene utilizzato in particolar modo nelle missioni esplorative per tenere in contatto sia i membri della missione tra di loro sia i membri della missione con l'astronave di appoggio; i segnali da e per il comunicatore sono veicolati via subspazio.

#### Componenti
Il comunicatore è dotato di un localizzatore che consente all'addetto al teletrasporto di agganciare in modo più preciso la persona da trasportare.
Quando il personale della Flotta Stellare si trova all'interno di un'astronave o di un altro tipo di installazione permanente, il comunicatore agisce come parte terminale del network di comunicazioni dell'astronave o della base stellare.

#### Eventi
- A partire dal XXIV secolo, i comunicatori della Flotta Stellare sono stati integrati nella mostreggiatura di appartenenza alla Flotta (combadge).
- Ogni combadge è fornito di un dermosensore che impedisce l'uso fraudolento dell'apparecchio da parte di persone diverse dal legittimo proprietario.
- Il comunicatore della Flotta Stellare è programmato per auto-attivarsi quando viene danneggiato, in modo che i soccorsi riescano a localizzare le vittime in caso di incidente.

### LCARS

Un esempio dell'interfaccia LCARS

Sigla di  Library Computer Access and Retrieval System (sistema di recupero e accesso "dati e funzioni" del computer), è un'interfaccia informatica, sia software che hardware, usata sui vascelli della Federazione Unita dei Pianeti.
Nella cronologia di Star Trek, il termine fu usato per la prima volta in Star Trek: The Next Generation e nelle serie successive. Nel contesto del mondo reale, il termine "LCARS" è usato frequentemente per indicare lo stile delle schermate del sistema LCARS, in particolar modo quelli di The Next Generation.
A questo stile ci si riferisce anche come okudagrammi, dal nome di Michael Okuda, il designer della serie. Lo stile è molto diffuso nei siti web dei fan di Star Trek (Trekkers).
LCARS fu concepito dal supervisore artistico e consulente tecnico della serie, Michael Okuda. Il design originale parte dalla richiesta di Gene Roddenberry che i pannelli non avessero troppa attività, per dare l'idea che la tecnologia fosse molto più avanzata rispetto alla serie originale di Star Trek, fornendo un aspetto minimalista. I primi display erano fatti di plexiglas colorati e retroilluminati, in modo da ottenere schermate complesse e molto economiche.
Nel corso del tempo si fece maggior uso delle animazioni; la maggior parte di esse è mostrata su speciali monitor a 24 immagini al secondo, necessari per eliminare l'effetto di lampeggio durante la ripresa.

### Ponte ologrammi
Il ponte ologrammi è un nuovo ambiente introdotto con la Next Generation e da allora presente in tutte le serie successive di Star Trek. Si tratta di una sala in cui i membri dell'equipaggio delle navi federali possono entrare in simulazioni di realtà virtuale immersiva.
Gli ologrammi sono solidi (ad esempio, se si tratta di un ponte, ci si può camminare sopra) e in grado di ingannare i cinque sensi. Tali effetti sono ottenuti grazie alla fusione tra diverse tecnologie, quali quelle degli ologrammi ottici, del replicatore di materia e del raggio traente. In pratica è possibile ordinare al computer di ricreare ogni cosa, da piccoli oggetti ad ambienti naturali apparentemente sconfinati: la simulazione permette di muoversi illusoriamente all'interno di scenari potenzialmente infiniti. Gli oggetti più lontani sono semplici ologrammi; quando si avvicinano sono sostituiti da modelli solidi (talvolta pericolosi: in caso vengano disattivati i protocolli di sicurezza, le armi "olografiche" infatti possono ferire e uccidere) costituiti da "fotoni risequenziati"; una serie di delicati raggi traenti impedisce alle persone di sbattere contro le reali pareti della sala.
Il ponte ologrammi è usato soprattutto per scopi ricreativi, scientifici e didattici, anche se un numero straordinario di incidenti vi possono apparentemente accadere; ad esempio, in un episodio di The Next Generation la simulazione del Professor Moriarty (il geniale arcinemico di Sherlock Holmes) diventa senziente e assume il controllo della nave.

### Raggio traente

#### Descrizione
Si tratta di un fascio attenuato di gravitoni lineari utilizzati dalle navi stellari e dalle stazioni spaziali, consentendo loro di interagire con gli oggetti esterni, catturarli e controllarli, entro un certo raggio di azione, e di rendere sicuro l'attracco delle navette all'interno dei vascelli più grandi o delle navi stellari stesse dentro le stazioni spaziali. Il raggio traente può essere impiegato anche come "raggio repulsivo", cioè capace anche di respingere gli oggetti.
I raggi traenti sono generalmente utilizzati a velocità sub luce, ma il traino a velocità warp può essere effettuato solo se entrambe le navi viaggiano alla stessa identica velocità di curvatura. La USS Enterprise fu catturata e trainata a curvatura elevata e senza subire danni dalla Fesarius, nave della Prima Federazione.
Le navi borg utilizzano, in combattimento, un fascio trattore molto più avanzato di quello della Federazione; oltre ad avere la capacità di aggancio anche a velocità warp, è in grado di scaricare rapidamente gli scudi di una nave nemica mentre la aggancia, inoltre l'enorme dimensione di un cubo borg consente un fascio trattore così potente da poter essere utilizzato anche nei confronti delle navi grandi come l'Enterprise D.

#### Utilizzo del raggio traente
Sullo scafo della nave è installata una serie di “emettitori” del raggio traente. Alcuni servono per l'ormeggio (mooring beam), altri, posizionati negli hangar, per l'aggancio delle navette; almeno un paio servono per gli usi generali mentre uno, quello principale, è montato nella parte inferiore dello scafo ed è nettamente più potente degli altri; è l'unico che può essere puntato in qualunque direzione, mentre gli altri sono fissi.
L'emettitore utilizza un certo numero di raggi di forza di gravitoni, emessi a fascio, che danno origine ad aree di disturbo subspaziale in prossimità di un obiettivo posto al di fuori della nave. Le distorsioni dovute ai raggi creano un effetto di trazione o di spinta sull'oggetto su cui sono puntati a seconda della polarità del campo; modificando la posizione dei disturbi, l'oggetto può essere rimorchiato verso la nave o allontanato da essa.
Poiché l'utilizzo degli emettitori determina notevoli sollecitazioni alla struttura della nave, alcuni di essi, per sicurezza, sono regolati su due terzi della potenza massima. L'emettitore principale è il primo componente a essere installato durante la costruzione di una nave e fa parte della struttura di base, integrandosi completamente con il vascello allo scopo di ridurre al minimo lo stress causato dal suo utilizzo. Per di più, tutti gli emettitori sono collegati alla rete del campo di integrità strutturale in modo da distribuire il carico inerziale lungo tutta la struttura della nave. Il campo di integrità strutturale della nave può essere aumentato fino ad inglobare l'oggetto trainato, nell'ipotesi che questo possa subire danni dalla trazione dei campi di gravitoni.
La portata del raggio trattore dipende da molti fattori come velocità e dimensioni della nave ospite e dimensioni, velocità e distanza dell'oggetto da trascinare.
I raggi traenti sono usati anche sul ponte ologrammi perché un personaggio olografico non potrebbe maneggiare oggetti reali. All'avvicinarsi di un personaggio olografico, con una procedura del tutto automatica, gli oggetti vengono manovrati da centinaia di emettitori miniaturizzati controllati con la massima precisione da computer in modo da sincronizzarne il movimento con il personaggio stesso, dando l'illusione che sia lui a muoverlo.
I raggi trattore possono essere modificati per adattarli alla soluzione di problemi diversi.
Nel 2368, un emettitore di raggi traenti dell'Enterprise D fu modificato per generare un fascio trattore multifase per correggere la traiettoria di un frammento di asteroide che minacciava la colonia genoma su Moab IV. Poiché il sistema emettitore dell'Enterprise D non era abbastanza potente per gestire la quantità richiesta di energia, con conseguente sovraccarico dell'emettitore, Geordi La Forge inventa il sistema per trasmettere potenza mediante brevi impulsi ad alta energia, sufficientemente brevi da evitare il sovraccarico. Un raggio traente accuratamente modulato può essere impiegato nei combattimenti tra le navi. Nel 2372, il tenente comandante Worf della Defiant suggerisce di utilizzare un raggio trattore contro l'attacco di un incrociatore klingon classe Vor'cha; una volta messo in pratica, l'espediente ha successo: la potenza dei raggi disgregatori della nave nemica viene ridotta del 50%.

#### Componenti del raggio traente
- Sorgente di gravitoni: quando uno stantuffo di toronio ruota ad alta velocità emette gravitoni.
- Amplificatore di campo subspaziale: amplifica la distorsione del campo subspaziale incanalando il flusso di gravitoni in modo da creare un raggio indirizzabile. Variando la polarità del campo si ottiene un raggio traente o repulsivo.
- Emettitori posizionati sulle paratie esterne della nave

Un raggio traente si può bloccare creando un ciclo di inversione con gli scudi deflettori.

### Replicatore
Il replicatore (nome completo: replicatore di materia a matrice molecolare) è una tecnologia capace di ricreare qualsiasi varietà di cibo o di oggetto inanimato, partendo dall'energia pura o da una materia inerte.
Le prime navi stellari, anche se dotate di un'autonomia di circa cinque anni, dovevano comunque sostare durante i loro viaggi in varie stazioni per rifornirsi di cibo e di parti di ricambio. Grazie al replicatore però tutto ciò non è più necessario. Il replicatore, infatti, permette di ricreare qualsiasi varietà di cibo o di oggetto inanimato con il solo limite del software e della complessità dell'oggetto richiesto.
Il replicatore di materia a matrice molecolare rappresenta essenzialmente un'evoluzione della tecnologia del teletrasporto. Le differenze con il teletrasporto consistono nel fatto che mentre quest'ultimo si limita a trasferire oggetti e persone da un punto all'altro, il replicatore consente di modellare la materia a livello molecolare e di ricreare qualunque tipo di oggetto o cibo, a partire da materia grezza di base, inerte e facilmente immagazzinabile.
La matrice spaziale dell'oggetto deve per forza essere già presente nel database del replicatore, altrimenti bisogna fornire un esempio al sistema.

#### Componenti tipici
- Bobine di transizione di fase (lo stesso modello utilizzato per il teletrasporto): consolidano o smorzano le energie di legame delle particelle subatomiche.
- Camera di materializzazione: area protetta di dimensioni variabili da 30 × 25 × 25 centimetri a 50 × 40 × 30 centimetri. Le pareti contengono emettitori di campi di forza in grado di contenere il flusso di materia durante la materializzazione ed evitare dispersione di energia.
- Analizzatori: usati quando viene inserito un nuovo oggetto da analizzare che non esiste nel database del replicatore. L'analizzatore crea una matrice spaziale dell'oggetto senza danneggiarlo. Non è necessaria alcuna analisi per riciclare un prodotto e trasformarlo in materia grezza riutilizzabile.
- Processore: è il cuore di un replicatore, controlla ogni fase del processo di replicazione o riciclo e ogni sottosistema o componente. Normalmente è singolo e sulle navi e sulle basi stellari è collegato alla banca dati del computer centrale. Memorizza qualunque procedura, sia di replicazione sia di riciclo, per un periodo di tempo variabile.
- Schemi di memoria: i chip isolineari o le gelatine bio-neurali del replicatore centrale o della singola unità contengono le informazioni necessarie a replicare un gran numero di cibi o oggetti. Questi dati consistono nella struttura molecolare della materia che li compone e nelle istruzioni necessarie a replicare al meglio quel determinato prodotto. A differenza delle memorie di transito o delle memorie centrali dei sistemi di teletrasporto, la risoluzione si ferma a livello molecolare e non definisce con precisione lo stato quantico di ogni singolo atomo. Questo comporta una quantità enorme di minuscole differenze e incongruenze nell'oggetto replicato, che non sono però percepibili attraverso i sensi. Questa limitazione tuttavia rende assolutamente impossibile replicare esseri viventi, anche semplicissimi, come i virus.
- Contenitori di stoccaggio della materia grezza: di norma collocati sia nella sezione a disco sia in quella motori. Altri replicatori alloggiano i contenitori nella parte posteriore dell'impianto. Contengono materia grezza, che può venire facilmente trasformata in cibo o oggetti. Di norma, la materia è di due tipi: organica per replicare il cibo e inorganica per tutto il resto, la qual cosa permette un notevole risparmio di energia. Come materia grezza vengono utilizzati anche i rifiuti della nave opportunamente riciclati. Su una nave di classe Galaxy la percentuale di materia riciclata arriva all'82%.
- Fonte di energia: nelle navi è lo stesso nucleo di curvatura; ogni unità è connessa ad una rete di energia specifica che alimenta tutti i replicatori. L'energia viene trasportata sotto forma di impulsi attraverso i sistemi EPS che alimentano ogni altro sistema.
- Matrice di trasformazione quantico-geometrica: modifica la struttura del flusso di materia base per comporre atomi e molecole, organiche e non e disporle nella posizione desiderata. Per quanto riguarda la materia organica, le strutture cellulari sono riprodotte per intero; tuttavia i vari organuli cellulari (mitocondri, cloroplasti, ecc.) non sono completi e non posseggono la loro funzionalità originale. All'interno del nucleo, il materiale genetico non è organizzato per formare catene di DNA. Questo spiega come mai i replicatori non possano produrre alcunché di vivo.

### Smorzatore inerziale
Lo smorzatore inerziale (inertial compensator, inertial damper o IDS) è un dispositivo utilizzato nelle navi stellari per annullare la forza di reazione causata dalle elevate accelerazioni necessarie a raggiungere e superare la velocità della luce in breve tempo.

#### Motivazioni fisiche
Secondo il terzo principio della dinamica, a ogni forza ne corrisponde una uguale in modulo e direzione ma contraria in verso alla forza esercitata.
Sul corpo umano, in risposta all'accelerazione verso velocità prossime a quella della luce, corrisponderebbe una forza di reazione esercitata dal corpo sui sedili del veicolo spaziale. Il rischio ovviamente è quello di morire in caso di accelerazioni troppo forti (necessarie per giungere a velocità così elevate in breve tempo).

#### Funzionamento
Lo smorzatore inerziale manipola un campo di forza e si prende carico di contrastare le forti accelerazioni inerziali che si creano durante la normale navigazione dell'astronave, accelerazioni che se non contrastate provocherebbero danni all'equipaggio qualora superassero la soglia di 30 m/s2. Tale sistema lavora in parallelo con il campo di integrità strutturale, il quale si occupa di fornire, tramite appositi campi di forza, rigidità alla struttura della nave e la rende resistente alle sollecitazioni cui è sottoposta dai motori.
L'IDS opera per mezzo di un campo di forza costante (che diventa ovviamente variabile qualora si debba compensare variazioni di moto) e di piccola intensità, mantenuto attivo in tutta la parte abitabile della nave. L'intensità di tale campo è stabilita in 75 millicochrane con variazioni massime di 5,26 millicochrane/metro o, come da regolamento, 352,12 qualora l'equipaggio si trovi esposto al campo subspaziale.
Tale sistema, quindi, si incarica di anticipare gli effetti di accelerazione inerziale; ciò è permesso dal fatto che i controlli sull'IDS sono derivati dalla stessa postazione di controllo di volo. Il sistema IDS rende in tal modo l'equipaggio insensibile alle variazioni di accelerazione, eccetto nel caso di repentine manovre o di cause esterne che provocano una variazione al moto, oppure qualora l'energia fornita al sistema sia stata, per cause contingenti, limitata.
Il campo sfruttato da questo sistema è fornito da quattro generatori di campo dislocati sul ponte 11 nella sezione a disco e da due generatori nella sezione secondaria (per quanto riguarda l'Enterprise D). Ogni generatore è costituito da 12 sorgenti di polarità gravitonica della potenza di 500 kW che alimentano una coppia di amplificatori di distorsione subspaziale da 150 millicochrane. Il calore prodotto in ogni unità è dissipato da una coppia di dispositivi di raffreddamento a elio liquido da 100 000 MJoule/ora. Sono inoltre presenti tre generatori ausiliari in ognuna delle due sezioni, in grado di sopperire al mancato funzionamento degli altri generatori per più di 12 ore al 65% dell'energia di picco del sistema. Il ciclo normale di lavoro dei generatori è di 48 ore cui si vanno ad aggiungere 12 ore di degauss e manutenzione. I generatori di polarità gravitonica nominalmente possono rimanere in funzione per 2 500 ore tra un ciclo di manutenzione degli elementi superconduttori e il successivo.
Il volo normale richiede l'operatività di almeno due generatori di campo, benché l'ufficiale al comando possa richiedere la funzionalità di unità aggiuntive qualora si prospettino manovre rischiose. Quando l'astronave è in stato di allarme, sono automaticamente posti in standby tutti i generatori non operativi in quel momento. In caso di limitazione di energia, una connessione tra le due sezioni dell'astronave permette a un solo generatore di sopperire alle necessità di tutta la zona abitata.

### Tricorder
Il tricorder è sostanzialmente un computer multifunzione dotato di avanzati sensori.
Apparso per la prima volta nella serie classica di Star Trek, è andato evolvendosi nel corso delle varie serie, arricchendosi di nuove funzioni e diminuendo visibilmente di dimensioni. Dalla serie classica di Star Trek, nella quale aveva le dimensioni di un registratore da portare con una tracolla, ai nuovi modelli di Star Trek: The Next Generation, comodamente trasportabili con una mano.
Ne esistono alcune varianti, specializzate in ambiti diversi: solitamente le sue funzioni sono di rilevamento e registrazione di fonti energetiche, radiazioni di vari tipi e basilari funzioni di hacking e programmazione, mentre in infermeria vengono utilizzati appositi tricorder medici che misurano i parametri vitali dei pazienti, e ne esistono di appositi per le sezioni di ingegneria, che permettono di analizzare i motori delle navi stellari.

### Tubi di Jefferies
I tubi di Jefferies sono dei condotti di servizio di navi e stazioni spaziali in cui passano cavi, condotti del plasma, fibre e tutto ciò che occorre al trasporto di segnali elettrici e informatici nonché del plasma energetico di un vascello o di una stazione. Accessibili per manutenzione ma angusti, sono utilizzati per spostamenti a piedi in caso di avaria di turboascensori e/o emergenze. Nelle navi del XXIV secolo come le classe Sovereign e successive sono molto più comodi e consentono il passaggio di più persone in piedi. Possono essere orizzontali, verticali e anche diagonali.

## Infermeria

### Hypospray
L'hypospray è un dispositivo ampiamente utilizzato nelle serie e nei film del franchise di Star Trek . È simile a un iniettore a getto, un vero e proprio dispositivo medico, con la differenza principale che il dispositivo medico fittizio non penetra nella pelle.
Il concetto di hypospray è stato sviluppato quando i produttori della serie originale di Star Trek hanno scoperto che gli standard e le pratiche di trasmissione della NBC vietavano l'uso di siringhe ipodermiche per iniettare farmaci e l'hypospray senza ago ha evitato questo problema.
Nell'universo di Star Trek, l'hypospray è stato sviluppato a metà del 22º secolo, poiché è già presente nella serie Star Trek: Enterprise.
Il dispositivo applica il farmaco spruzzandolo sulla pelle e può essere utilizzato direttamente o attraverso gli indumenti. L'iniettore a getto esistente nella realtà viene solitamente applicato nella parte superiore del braccio, ma l'hypospray della fiction viene talvolta applicato al collo e somministra farmaci per via sottocutanea e intramuscolare.
L'hypospray è estremamente versatile, in quanto le fiale del medicinale possono essere rapidamente sostituite dal fondo dello strumento. Poiché l'hypospray non viene a contatto diretto col sangue, non è contaminato dall'uso, cosa che consente di utilizzarlo su molti pazienti contemporaneamente.

## Propulsione

### Propulsione a spore
Il motore a nucleo di spore attivato dal dislocamento è un sistema di propulsione sperimentale della Flotta Stellare utilizzato nella prima metà del XXIII secolo. È stato inventato dagli ufficiali scientifici Paul Stamets e Straal e si basa sulla rete miceliare del fungo Prototaxites stellaviatori che pervade il subspazio. Attraverso tale rete una nave fornita di tale tecnologia è in grado di spostarsi istantaneamente in qualsiasi punto dell'universo, conoscendone le coordinate. Il motore a spore è parzialmente organico: oltre alle spore infatti necessita di un navigatore particolare, il tardigrado stellare, che è già in grado di utilizzare la rete miceliare per i suoi spostamenti nello spazio. La tecnologia, presente esclusivamente sulla nave USS Discovery e sulla sua gemella Glenn, è stata abbandonata proprio a causa della difficoltà a catturare questi animali. Inoltre, lo spostarsi istantaneamente da un punto all'altro dello spazio impedisce l'esplorazione dello spazio stesso. Il comandante Stamets, essendosi iniettato DNA di tardigrado, era comunque in grado di effettuare la navigazione.